# Памятник Владимиру Далю
Памятник Владимиру Далю (скульптурный портрет «Даль — Казак Луганский») в Луганске — памятник выдающемуся лексикографу, этнографу и писателю, создателю «Толкового словаря живого великорусского языка» Владимиру Ивановичу Далю в городе Луганск, где он родился и жил.
Луганский памятник Владимиру Далю был первым и долгое время оставался единственным в мире, в 2001 году появился памятник Далю в российском Оренбурге (скульптор Н. Г. Петина), планировалось возведение памятника в Москве.

## Общие данные
Памятник Владимиру Далю установлен в 1981 г. в честь 180-летия со дня рождения писателя на улице Английской, ныне носящей его имя, перед зданием областной физиотерапевтической поликлиники им. профессора А. Ю. Щербака (дом № 7 по ул. Даля), который является памятником архитектуры — это жилой дом начала XIX века, здесь в марте 1918 года находился штаб 5-й Армии, организованной К. Е. Ворошиловым.
Памятник был установлен в 1981 году, авторы памятника — известные украинские скульпторы И. П. Овчаренко и В. Е. Орлов, архитектор — Г. Г. Головченко.

## Описание
Памятник представляет собой установленную на гранитном пьедестале скульптуру высотой 4,5 м из бетона, покрытую медью. На пьедестале чёрная табличка с надписью на русском: «Владимир Даль (Казак Луганский)».
Авторы творчески подошли к образу Даля — он сидит в кресле, сложив руки на книгу, его фигура выглядит сосредоточенной. Взгляд зрителя привлекают отдельные детали — прическа и обувь лексикографа, поручень кресла в виде грифона и т. д.